# Elseworlds (Arrowverse)
Elseworlds est le nom du cinquième crossover annuel de l'Arrowverse, en trois épisodes, comprenant successivement un épisode de Flash, Arrow, et Supergirl. Il a été diffusé entre le 9 et le 11 décembre 2018 sur The CW. Il a pour thème la création de réalités alternatives pour les héros de l'Arrowverse par le Dr John Deegan, et marque les premières apparitions de Kate Kane / Batwoman, Lois Lane et la ville de Gotham City.

## Synopsis
Sur Terre-90, le Flash parvient à fuir le massacre des autres héros commis par le Monitor, un être surpuissant possédant un livre capable de réécrire la réalité. Le Monitor vient alors sur Terre-1 et confie le livre au Dr John Deegan, un psychanalyste de l'asile d'Arkham controversé. Le lendemain, Barry Allen et Oliver Queen se réveillent chacun dans la vie de l'autre. La Team Flash les croient fous et les enferme dans une cellule de STAR Labs, mais ils utilisent leurs capacités pour s'enfuir et rejoindre Supergirl sur Terre-38. Ils la retrouvent en visite dans la ferme des Kent à Smallville avec son cousin Clark Kent/Superman et sa fiancée Lois Lane. Quand l'androïde AMAZO s'active sur Terre-1, Cisco Ramon les ramène à Central City. Les quatre héros parviennent à repousser le robot mais quand Cisco utilise son pouvoir, il voit Deegan et le Monitor, qui le voit également et les prévient qu'une menace plus grande est à venir. Oliver reconnait Gotham City dans la vision de Cisco.
À Gotham, Barry, Oliver et Kara sont arrêtés par la police pour avoir voulu arrêter un braquage. La gérante de Wayne Enterprises, Kate Kane, paie leur caution et accepte de les aider : Deegan est devenu le directeur de l'asile d'Arkham. Les trois héros, rejoints par Caitlin Snow et John Diggle, infiltrent l'asile. Ils trouvent Deegan avec le Livre de la Destinée mais le faux directeur fuit en provoquant l'évasion des patients. Coincés par Nora Fries, Barry et Oliver respirent un gaz de frayeur de l'Epouvantail et croient voir leur pire ennemi : Barry prend Oliver pour Eobard Thawne et Oliver croit voir Malcolm Merlyn. En apprenant l'évasion, Kate Kane enfile le costume de Batwoman, met fin à l'émeute à elle seule, et pousse les héros à quitter Gotham et la laisser défendre la ville. De retour à A.R.G.U.S. pour rétablir la réalité, le Flash de Terre-90 arrive pour les prévenir de la véritable nature de la menace : le Monitor teste les héros des mondes pour les préparer à une crise prochaine. Mar Novu réapparait, reprend sans effort le Livre en renvoyant le Flash de Terre-90 dans son monde, et redonne l'ouvrage à Deegan en le poussant à aller plus loin. Dans la nouvelle réalité, Barry et Oliver se retrouvent dans la peau de petits criminels sans pouvoirs connus comme les Trigger Twins et se retrouvent face à Deegan, qui s'est donné le corps de Superman en costume noir.
Oliver et Barry fuient en le forçant à sauver des innocents pour se cacher et retrouver Cisco. Deegan envoie ses forces armées, menées par l'Alex Danvers de Terre-1, à leur poursuite. Kara est détenue dans sa base à STAR Labs. Oliver et Barry parviennent à retrouver Cisco, devenu chef mafieux, et le convainquent de les envoyer sur Terre-38. Ils retrouvent Clark, qui les suit sur Terre-1, où Kara parvient à pousser Alex à la libérer. Sur Terre-1, Clark et Oliver amènent Deegan et ses forces vers eux pendant qu'Alex, Barry et Kara fouillent STAR Labs et trouvent le Livre dans la chambre temporelle d'Eobard Thawne. Clark parvient à utiliser le livre qui rend à Barry, Oliver et Kara leurs forces respectives. Deegan reprend le Livre et tente à nouveau de réécrire la réalité. Pour le ralentir, Barry et Kara courent autour de la Terre dans des directions différentes pour la ralentir. Oliver part confronter Novu, demandant à épargner Barry et Kara, mais pour l'équilibre de l'univers, Novu lui demande un sacrifice en retour. Clark, Lois, Brainiac 5 et J'onn J'onzz, rejoignent le combat contre Deegan et un AMAZO reconstruit. Barry et Kara sont sur le point d'être détruits par leur vitesse quand Oliver détruit le Livre d'une flèche chargée de la force de Novu. Deegan retrouve son corps originel mais défiguré, et la continuité est rétablie. Clark et Lois retournent sur Terre-38 où ils annoncent à Kara qu'ils vont avoir un enfant et qu'ils vont surveiller la grossesse sur Argo City, laissant Supergirl seule sur Terre. Sur Terre-1, Oliver est appelé par Kate, qui surveille Deegan, enfermé à Arkham, mais évoquant un ami parlant de la fin de mondes.

## Distribution

### Principaux et récurrents
| Acteur/actrice                        | Personnage                             | Episode           | Episode   | Episode   | Episode |
| Acteur/actrice                        | Personnage                             | Flash             | Arrow     | Supergirl |         |
| ------------------------------------- | -------------------------------------- | ----------------- | --------- | --------- | ------- |
| Grant Gustin,                         | Barry Allen / Flash                    | Principal         | Invité    | Invité    |         |
| Grant Gustin,                         | Oliver Queen / Green Arrow             | Principal         | Invité    | Invité    |         |
| Candice Patton                        | Iris West-Allen                        | Principal         |           |           |         |
| Danielle Panabaker                    | Caitlin Snow / Killer Frost            | Principal         | Invité    | Invité    |         |
| Carlos Valdes,                        | Cisco Ramon / Vibe                     | Principal         | Invité    | Invité    |         |
| Hartley Sawyer[réf. nécessaire]       | Ralph Dibny / Elongated Man            | Principal         |           |           |         |
| Tom Cavanagh[réf. nécessaire]         | "Sherloque" Wells                      | Principal         |           |           |         |
| Tom Cavanagh[réf. nécessaire]         | Eobard Thawne / Reverse-Flash          |                   | Invité    |           |         |
| Stephen Amell,                        | Oliver Queen / Green Arrow             | Invité            | Principal | Invité    |         |
| Stephen Amell,                        | Barry Allen / Flash                    | Invité            | Principal | Invité    |         |
| David Ramsey,                         | John Diggle                            | Invité            | Principal | Invité    |         |
| Tyler Hoechlin,                       | Kal-El / Clark Kent / Superman         | Invité            |           | Invité    |         |
| Tyler Hoechlin,                       | John Deegan / Superman                 |                   | Invité    | Invité    |         |
| Melissa Benoist                       | Kara Zor-El / Kara Danvers / Supergirl | Invité            | Invité    | Principal |         |
| Jeremy Davies,                        | John Deegan                            | Invité            | Invité    | Invité    |         |
| LaMonica Garrett,                     | Mar Novu / Monitor (en)                | Invité            | Invité    | Invité    |         |
| Elizabeth Tulloch                     | Lois Lane                              | Invité            |           | Invité    |         |
| Emily Bett Rickards                   | Felicity Smoak                         |                   | Principal |           |         |
| Echo Kellum                           | Curtis Holt                            |                   | Principal |           |         |
| Kirk Acevedo                          | Ricardo Diaz                           |                   | Principal |           |         |
| Ruby Rose                             | Kate Kane / Batwoman                   | Caméo non crédité | Invitée   | Invitée   |         |
| Bob Frazer                            | Roger Hayden / Psycho-Pirate           |                   | Invité    | Invité    |         |
| Cassandra Jean Amell[réf. nécessaire] | Nora Fries                             |                   | Invitée   | Invitée   |         |
| John Wesley Shipp,                    | Barry Allen / Flash (Terre-90)         | Caméo non crédité | Invité    |           |         |
| Mehcad Brooks,                        | James Olsen (Terre-1)                  |                   |           | Principal |         |
| Chyler Leigh,                         | Alex Danvers (Terre-1)                 |                   |           | Principal |         |
| Jesse Rath                            | Querl "Brainy" Dox / Brainiac 5        |                   |           | Principal |         |
| David Harewood                        | J'onn J'onzz / Martian Manhunter       |                   |           | Principal |         |

- Note: Bien que crédités, Jesse L. Martin n'apparait pas dans l'épisode de Flash, Rick Gonzalez, Juliana Harkavy, Colton Haynes, Sea Shimooka et Katie Cassidy n'apparaissent pas dans l'épisode de Arrow, et Katie McGrath, Sam Witwer, Nicole Maines et April Parker Jones n'apparaissent pas dans l'épisode de Supergirl.

### Invités
- Liam Hall : Kane Wolfman (Arrow)[13]
- John Barrowman : Malcolm Merlyn (Arrow)[13]
- Adam Tsekhman : Gary Green (Supergirl)[7]

## Production

### Développement
Depuis l'introduction du personnage de Barry Allen dans la deuxième saison de la série Arrow, la CW a développé un univers partagé de séries et, depuis 2014, met en place un crossover annuel.
En mai 2018, Pedowitz et Stephen Amell, acteur principal d'Arrow annonce lors des upfronts que le crossover à venir verra l'apparition de Batwoman et de Gotham City, sans rapport avec la version dépeinte dans la série télévisée Gotham diffusée sur la Fox. En juillet, la CW envisage de développer une série pour Batwoman; Caroline Dries, engagée pour la création de la série, sera consultante sur l'écriture du crossover. Il est ensuite annoncé que le crossover sera en trois parties et que Legends of Tomorrow ne sera pas inclus, le co-showrunner Phil Klemmer justifiant que la présence de Batwoman rendait l'intrigue déjà chargée et impossible à inclure dans la saison de 16 épisodes, faisant du crossover « un ralentissement dans le ton, ou un départ, et on n'a pas de temps pour un détour dans notre histoire cette année. » Malgré une absence officielle, le co-showrunner Keto Shimizu révèle que l'épisode prévu pour une diffusion à la même période, "Legends of To-Meow-Meow", ferait référence au crossover par l'utilisation de temporalités alternatives et Adam Tsekhman serait invité dans l'épisode de Supergirl du crossover,.
Fin septembre 2018, le titre du crossover est révélé : Elseworlds, reprenant le nom de l'événement DC Comics. Le titre Identity Crisis a été un temps considéré avant d'être écarté, selon Marc Guggenheim, pour ne pas induire en erreur et ne pas faire référence à l'arc écrit par Brad Meltzer et Rags Morales Identity Crisis pour les comics de la Justice League.

### Écriture
L'histoire d'Elseworlds est créée par Greg Berlanti, les producteurs exécutifs et auteurs de chaque série, Geoff Johns et Caroline Dries. La showrunner d'Arrow Beth Schwartz en parle comme la "Super Writers' Room" et considère que Marc Guggenheim, alors consultant sur la saison 7 d'Arrow, est devenu de fait le showrunner du crossover. L'épisode de Flash est écrit par Eric Wallace et Sam Chalsen, l'histoire de l'épisode d'Arrow est de Caroline Dries et une mise en scène écrite par Marc Guggenheim, et l'épisode de Supergirl est écrit par Derek Simon et Robert Rovner sur une histoire de Marc Guggenheim. Les scripts sont finalisés à la mi-septembre 2018. Guggenheim déclare qu'Elseworlds aura un impact fort sur l'Arrowverse et posera les bases du crossover de 2019. Il est en effet annoncé qu'il sera une adaptation de Crisis on Infinite Earths.
Les épisodes précédents de chaque série mettra en scène des « événements perturbants » menant au crossover. Une scène post-générique est montrée lors des épisodes Bunker Hill de Supergirl, Unmasked pour Arrow et What's Past Is Prologue de Flash, montrant John Wesley Shipp reprenant le rôle du Flash et confirmant que la série série Flash de 1990 fait partie du multivers et se déroule sur Terre-90. Cette scène ne devait être montrée qu'à la fin de l'épisode de Flash avant d'être ajoutée aux autres pour souligner l'impact sur les trois séries
Stephen Amell décrit le crossover comme moins extravagant et plus concentré sur les personnages, surtout Green Arrow, Flash, Supergirl, Superman et Batwoman. Selon Guggenheim, en se concentrant sur les trois héros des séries, les auteurs ont pu se concentrer sur l'interaction des trois héros, et exclure le casting de Legends of Tomorrow a laissé plus de temps aux trois acteurs. Elseworlds revient à une forme plus proche des crossovers précédant Crisis on Earth-X, où chaque partie avait le ton de la série associée.
Elseworlds montre Amell et Gustin interprétant les personnages de l'autre acteur. Gustin note cependant qu'il ne s'agissait pas d'imiter l'autre, mais d'accepter que le chemin personnel de son personnage a changé. Supergirl est la seule à percevoir l'inversion. Schwartz décrit Elseworlds comme plus léger que Crisis on Earth-X et qu'il y avait plus matière à s'amuser. D'autres changements de réalité placent Barry et Oliver dans la peau de petits criminels, les Trigger Twins.
Ajouter Superman, que Berlanti peut utiliser depuis mars 2018, dans le crossover a permis l'introduction de Lois Lane dans l'Arrowverse, un personnage que les auteurs ont toujours voulu présenter et qui joue un rôle dans l'histoire originale. Gotham City est présentée dans le crossover comme une cité perdue ; Batman a disparu et le crime a explosé. Dries décrit la ville comme sombre et effrayante, certains se réjouissent de la disparition de Batman, d'autres en souffrent. Le personnage de Batman n'apparait pas, amenant les héros à débattre même de son existence.
Elseworlds inclut de nombreux easter eggs évoquant les autres séries télévisées adaptées de DC comics. La réplique finale de Psycho Pirate (« des mondes vont vivre, des mondes vont mourir et l'univers ne sera plus jamais le même ») renvoie à l'accroche utilisée par DC comics pour promouvoir Crisis on Infinite Earths en 1985.

### Tournage
Le tournage des épisodes commence le 9 octobre 2018. Le 17 octobre, les scènes se déroulant dans la ferme des Kent reviennent dans les lieux utilisés pour la série Smallville,. Les auteurs de Supergirl ont choisi la ferme vue dans Smallville pour Kara et Clark afin de les montrer dans un lieu personnel au début des événements du crossover. Un hôpital psychiatrique abandonné de Vancouver est utilisé pour les scènes dans l'asile d'Arkham Asylum. Les plans de Gotham City et Wayne Enterprises sont filmés à Chicago. Le tournage se termine le 3 novembre.

### Musique
Le thème de la série Flash de 1990 peut être entendu lors de la scène d'introduction sur Terre-90, et la chanson générique de Smallville (Save Me par Remy Zero) est réutilisée pour l'arrivée à la ferme des Kent sur Terre-38.

## Accueil

### Audiences
| Série     | Date de diffusion | Part d'audience (chez les 18–49 ans) | Spectateurs (millions) | Spectateurs (18–49) | Total spectateurs (millions) |
| --------- | ----------------- | ------------------------------------ | ---------------------- | ------------------- | ---------------------------- |
| Flash     | 9 décembre 2018   | 0.7/3                                | 1,83                   | 1,4                 | 3,51                         |
| Arrow     | 10 décembre 2018  | 0,8/3                                | 2,06                   | 1,3                 | 3,46                         |
| Supergirl | 11 décembre 2018  | 0,8/3                                | 2,17                   | 1,3                 | 3,53                         |

Au Royaume-Uni
| Série     | Date de diffusion originale | Visionnage dans les 7 jours. | Visionnage dans les 28 jours |
| --------- | --------------------------- | ---------------------------- | ---------------------------- |
| Flash     | 13 décembre 2018            | 686 700                      | 783 600                      |
| Arrow     | 17 décembre 2018            | 689 200                      | 742 000                      |
| Supergirl | 18 décembre 2018            | 748 700                      | 835 500                      |

### Réception critique
Flash
Le site d'agrégation Rotten Tomatoes donne un taux d'approbation de 100% pour l'épisode de Flash, basé sur 14 critiques, avec une note moyenne de 8,83/10. Les critiques apprécient le jeu sur le thème du body swap, les réalités alternatives et le duo Superman-Supergirl team-up. IGN donne 8/10 à l'épisode de The Flash, déçu par les prémices d'un épisode de body swap mais sauvé par les personnages forcés de vivre la vie de l'autre.
Arrow
Le site d'agrégation Rotten Tomatoes donne un taux d'approbation de 100% pour l'épisode d'Arrow, basé sur 14 critiques, avec une note moyenne de 8,44/10. La critique récapitulative souligne la continuité de l'épisode avec la première partie, la complicité des acteurs et l'introduction de Ruby Rose en Batwoman. IGN donne 8,5/10 à l'épisode d'Arrow, qui apprécie également que l'épisode reprenne le rythme de la première partie, tout en introduisant Batwoman et laissant entrevoir l'adaptation de Crisis on Infinite Earths, le tout reposant sur l'alchimie du trio d'acteurs Grant Gustin/Stephen Amell/Melissa Benoist.
Supergirl
Le site d'agrégation Rotten Tomatoes donne un taux d'approbation de 93% pour l'épisode de Supergirl, basé sur 14 critiques, avec une note moyenne de 8,06/10. Le consensus critique considère l'épisode comme une bonne conclusion tout en donnant aux fans de quoi spéculer sur le crossover suivant. IGN met une note de 8,7/10 à cette partie, considérant que le crossover n'est pas le meilleur de l'Arrowverse mais réussit à compléter des arcs narratifs satisfaisants pour ses personnages, notamment celui d'Oliver Queen, et un retour fort pour le Superman de Tyler Hoechlin, malgré l'enjeu du crossover annoncé pour 2019.